# Helicobacter
Helicobacter este un gen de bacterii Gram-negative cu formă caracteristică helicoidală. Inițial, speciile erau considerate ca făcând parte din genul Campylobacter, dar în 1989, Goodwin și colab. au demonstrat existența unui gen separat, care a fost denumit Helicobacter. Acesta conține aproximativ 35 de specii.
Unele specii se regăsesc în mucoasa tractului gastrointestinal⁠(d) superior, precum și în ficatul mamiferelor și al unor păsări. Cea mai cunoscută specie a genului este Helicobacter pylori, care infectează până la 50% din populația umană. De asemenea, aceasta servește drept specie tip a genului. Unele tulpini ale acestei bacterii sunt patogene pentru om, deoarece induc afecțiuni precum ulcerul peptic, gastrita cronică, duodenita⁠(d) și cancerul de stomac.
Speciile de Helicobacter sunt capabile să se dezvolte în mediul foarte acid din stomacul mamiferelor prin producerea unor cantități mari din enzimă urează, ceea ce are ca rezultat creșterea pH-ul de la aproximativ 2 la un interval mai biocompatibil⁠(d) de 6-7. Bacteriile aparținând acestui gen sunt de obicei sensibile la antibiotice precum penicilinele, sunt microaerofile (se dezvoltă în concentrație optimă de oxigen între 5 și 14%), capnofile și se deplasează rapid cu ajutorul flagelilor.

## Specii
H. acinonychis

H. anseris

H. aurati

H. bilis

H. bizzozeronii

H. brantae

H. canadensis

H. canis

H. cholecystus

H. cinaedi

H. cynogastricus

H. felis

H. fennelliae

H. ganmani

H. hepaticus

H. mesocricetorum

H. marmotae

H. muridarum

H. mustelae

H. pametensis

H. pullorum

H. pylori

H. rappini

H. rodentium

H. salomonis

H. trogontum

H. typhlonius

H. winghamensis